# Mamavirus
Mamavirus es uno de los tipos más complejos de virus descubiertos. Pertenece a la familia Mimiviridae, la cual incluye Mimivirus y Mamavirus.
Es un virus de gran tamaño, son mayores que los mimivirus y muchas bacterias. Aunque se descubrieron por primera vez en la década de 1990, simplemente fueron puesto en almacenamiento en cámaras frigoríficas durante más de diez años,  ya que al principio fueron considerados que se trataban de una bacteria.  En 2003, un equipo de científicos informó que se trataba efectivamente de un virus y un miembro de una familia de virus supuestamente  de grandes dimensiones, aún por descubrir.

## Otras lecturas
- La Scola, B. et al. Naturaleza doi: 10.1038/nature07218 (2008).
- Raoult, D. et al. Ciencia 306, 1344 hasta 1350 (2004).
- Monier, A., Claverie, JM Y Ogata, H. Biol. Genoma. 9, R106 (2008).

- Datos: Q1769257
- Especies: Mamavirus